# 夏目雅子
夏目雅子(なつめ まさこ)（1957年12月17日—1985年9月11日），本名西山雅子（にしやま まさこ），結婚前名為小達雅子(おだて まさこ)，是日本女演員，出身於東京都。血型B型。
她獲得1982年度藍絲帶獎最佳女主角，及1983年報知電影獎最佳女主角及同年橫濱電影節最佳女配角。

## 生平
夏目雅子出生在1957年12月17日，是東京都六本木的進口雜貨店「龜甲屋」的女兒。1976年就讀東京女學館短期大學，主修法語，但中途輟學。1976年19岁出道拍电视剧「爱が见えますか」一炮而红，两年后拍《西游记》时已经是影、视、广告三栖的红星，她的清纯外貌、苗条身材宜古宜今，赢得观众的一致赞美。她也穿比堅尼泳衣拍湿身照和广告片，看得人人傻了眼，但没有一丝猥亵的感觉。
夏目雅子曾在电视剧《西游记》出演温文尔雅的三藏法师，该剧于1978年10月1日於日本電視台開播。她开创了日本神话剧最受欢迎女主角之先河，与雅子有对手戏的老演员仲代达矢也称赞她演技出众、敬业无比。
1982年，夏目雅子在电影《鬼龙院花子的一生》中出演善良、美丽的女主角松惠，为演好角色，夏目雅子不仅在屏幕中献出初吻，而且在一场强奸戏中首次全裸演出，大胆出镜展现自己美丽玉体，令许多观众神魂颠倒、爱之无比。
1984年8月27日，夏目雅子與作家伊集院靜結婚，婚後住在神奈川縣鎌倉市。
1985年2月14日，夏目雅子在舞台劇《愚かな女》公演中突然病倒。1985年2月15日，雅子接受同劇演員西岡德馬勸告，被送往慶應義塾大學醫院住院，診斷為急性骨髓性白血病。1985年9月11日，雅子因抗癌劑造成的副作用併發肺炎以年僅27歲之齡去世，當時令影迷深感悲傷和挽惜。雅子的母親夏目スエ，後來成立「夏目雅子向日葵基金會」(夏目雅子ひまわり基金)作為骨髓捐贈的公益組織。
因患急性骨髓性白血病而英年早逝的夏目雅子当选为2002年日本骨髓捐献推广计划的形象大使，该计划组织者希望以此吸引更多的人参与到这项公益事业中来。

### 女唐三藏
日本人让女演员出演唐三藏的角色，是源自于唐三藏在日本人心中的形象。唐三藏不仅是一位典型的英俊少年，而且性格温柔儒雅，这跟日本男人崇尚的刚阳、尚武差异极大。如果由刚阳的男子出演唐三藏，与日本人心中传统的大唐圣僧形象格格不入。因此，1978年版的《西游记》，导演决定由一位淑女型的女演员夏目雅子出演唐三藏。这个决定十分符合日本观众的胃口，堺正章和夏目雅子的绝配搭档令该剧叫好叫座。夏目雅子演出唐三藏的成功，更加坚定了后来者用女演员出演唐三藏的信心。日本人之后推出的各版《西游记》電視劇，就均以女演员出演唐三藏的角色。

## 戲劇演出

### 電影
- 1977：俺の空
- 1977：トラック野郎・男一匹桃次郎
- 1980：二百三高地
- 1981：魔性の夏・四谷怪談より
- 1982：大日本帝国
- 1982：鬼龍院花子の生涯
- 1983：南極物語
- 1983：時代屋の女房
- 1983：小説吉田学校
- 1983：魚影の群れ
- 1984：瀬戸内少年野球団
- 1984：北の螢

### 電視劇
- 1976：愛が見えますか
- 1977：すぐやる一家青春記
- 1977：花ぼうろ
- 1977：横溝正史シリーズ 悪魔の手毬唄
- 1978：黄金の日日
- 1978：Yの悲劇
- 1978：あすなろの詩
- 1978~1979：西遊記
- 1979：風の隼人
- 1979：鉄道公安官
- 1979~1980：西遊記II
- 1979~1980：騎馬奉行
- 1980：サンキュー先生
- 1980：虹子の冒険
- 1980：ザ・商社
- 1980：さすらいの甲子園
- 1981：女太閤記(おんな太閤記)
- 1981：野々村病院物語
- 1982~1983：野々村病院物語II
- 1983：徳川家康

### 配音作品
- FUTURE WAR 198X年（東映1982年動畫電影）

## 外部連結
- 夏目雅子向日葵基金會 （页面存档备份，存于）